# San Jose del Monte
San Jose del Monte is de grootste stad van de Filipijnse provincie Bulacan op het eiland Luzon. Bij de volkstelling van 2020 had de stad 634.650 inwoners. De stad is onderdeel van de agglomeratie Manilla.

## Geografie

### Bestuurlijk indeling
San Jose del Monte is onderverdeeld in de volgende 59 barangays:
| - Assumption - Bagong Buhay - Bagong Buhay II - Bagong Buhay III - Citrus - Ciudad Real - Dulong Bayan - Fatima - Fatima II - Fatima III - Fatima IV - Fatima V - Francisco Homes-Guijo - Francisco Homes-Mulawin - Francisco Homes-Narra - Francisco Homes-Yakal - Gaya-gaya - Graceville - Gumaoc Central - Gumaoc East | - Gumaoc West - Kaybanban - Kaypian - Lawang Pari - Maharlika - Minuyan - Minuyan II - Minuyan III - Minuyan IV - Minuyan Proper - Minuyan V - Muzon - Paradise III - Poblacion - Poblacion I - San Isidro - San Manuel - San Martin - San Martin II - San Martin III | - San Martin IV - San Pedro - San Rafael - San Rafael I - San Rafael III - San Rafael IV - San Rafael V - San Roque - Santa Cruz - Santa Cruz II - Santa Cruz III - Santa Cruz IV - Santa Cruz V - Santo Cristo - Santo Niño - Santo Niño II - Sapang Palay - St. Martin de Porres - Tungkong Mangga |

## Geboren in San Jose del Monte
- Valeriano Hernandez (12 december 1858), schrijver (overleden 1922);

Angat · Balagtas · Baliuag · Bocaue · Bulacan · Bustos · Calumpit · Doña Remedios Trinidad · Guiguinto · Hagonoy · Malolos · Marilao · Meycauayan · Norzagaray · Obando · Pandi · Paombong · Plaridel · Pulilan · San Ildefonso · San Jose del Monte · San Miguel · San Rafael · Santa Maria